# Albert Ansmann
Albert Ansmann (* 24. September 1902 in Pforzheim; † 5. Juli 1958) war ein deutscher Landtagsabgeordneter der SPD in Baden-Württemberg.

## Leben
Ansmann wurde 1902 in Pforzheim geboren. Er besuchte nach der Volksschule die Oberrealschule und ging dann an ein Lehrerseminar. Ab 1923 war er Lehrer an verschiedenen Schulen. 1951 wurde er Rektor in Pforzheim und 1952 Referent im Oberschulamt in Karlsruhe. 1955 war er Kreisschulrat in Heidelberg und wurde 1956 in den Landtag von Württemberg gewählt. Er verstarb am 5. Juli 1958. Sein Nachrücker war Hermann Haake.
Neben seiner politischen Karriere war er auch Redakteur und Schriftleiter der Süddeutschen Schulzeitung, von 1949 bis 1953 Mitglied des Rundfunkrats beim Süddeutschen Rundfunk und Mitglied des geschäftsführenden Ausschusses der Arbeitsgemeinschaft Deutscher Lehrerverbände.

## Familie
Ansmann war verheiratet und hatte ein Kind.

## Werke
- Pestalozzi. Kulturaufbau-Verlag 1946.
- Im Jahresreigen: Feste und Feiern in der Schule. Konkordia, Bühl-Baden 1952.